# Borroloola
Borroloola è una località australiana del Territorio del Nord, facente parte della contea di Roper Gulf. Si trova a circa 1056 km a sud-est di Darwin, sul fiume McArthur, a circa 50 km dal Golfo di Carpentaria.

## Geografia fisica

### Territorio
Borroloola si trova nel territorio tradizionale del popolo Yanyuwa e la regione circostante è caratterizzata da praterie e savane leggermente alberate.

### Clima
| Temperatura massima media | Temperatura minima media | Precipitazioni medie annuali |
| ------------------------- | ------------------------ | ---------------------------- |
| 33.7 °C                   | 19.6 °C                  | 946 mm                       |

## Infrastrutture e trasporti

### Aeroporti

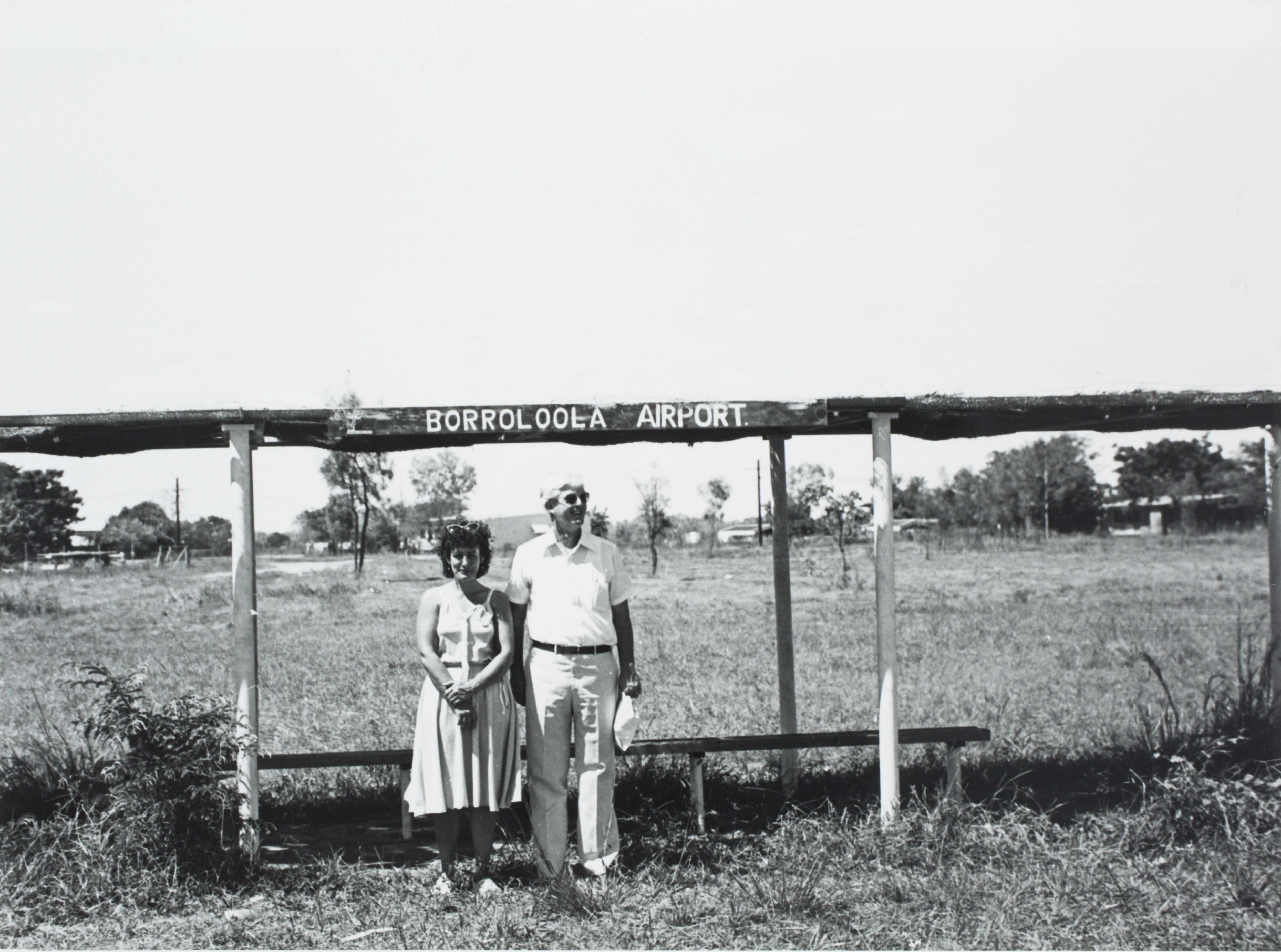
Foto storica dell'aeroporto

- Aeroporto di Borroloola

## Economia
I principali settori economici di Borroloola sono il turismo, l'estrazione mineraria e l'arte. La miniera del fiume McArthur, una delle più grandi miniere di zinco, piombo e argento del mondo, si trova a circa 70 km da Borroloola. A partire dal 2006, 42 imprese sono registrate nella città e la disoccupazione è del 35%.